# Посольство Тайваня в Эсватини
Посольство Тайваня в Эсватини (кит. 中華民國駐史瓦帝尼大使館; англ. Embassy of the Republic of China (Taiwan) in the Kingdom of Eswatini) — посольство Китайской Республики (Тайваня) в Мбабане (Эсватини). Государства установили дипломатические отношения с момента обретения Эсватини независимости в 1968 году.

## История
Эсватини является одной из 11 стран, признающих Китайскую Республику. Эсватини — единственное государство в Африке, которое не имеет дипломатических отношений с Китайской Народной Республикой из-за её «принципа единого Китая».
Является одной из пяти дипломатических миссий в стране, наряду с посольством США, Высшими комиссиями ЮАР и Мозамбика, а также посольством Катара.
Посольство также представляет интересы Тайваня в Мозамбике. Однако оно не аккредитовано для работы в Мапуту, поскольку Мозамбик поддерживает дипломатические отношения с Китайской Народной Республикой с момента обретения независимости от Португалии в 1975 году.
Эсватини имеет посольство в Тайбэе.